# Kardiva Channel
Kardiva Channel är ett sund i Maldiverna. Det ligger i den norra delen av landet. Det finns inga samhällen i närheten. 